# Wodorek wapnia
Wodorek wapnia, CaH
2 – nieorganiczny związek chemiczny z grupy wodorków metali.
Pod wpływem wody lub etanolu rozkłada się z wydzielaniem wodoru:
CaH
2 + 2H
2O  →  Ca(OH)
2 + 2H
2↑
Reakcja ta przebiega spokojnie, ponieważ wydzielane ciepło nie jest w stanie zapalić powstającego wodoru.

## Właściwości chemiczne
Mocny reduktor, redukuje tlenki metali do metali, a siarczany do siarczków.

## Otrzymywanie
Wodorek wapnia jest otrzymywany poprzez działanie gazowego wodoru na strużki metalicznego wapnia w temperaturze 500–700 °C:
Ca + H
2  →  CaH
2

## Zastosowanie
Stosowany do otrzymywania czystych metali z ich tlenków, w ten sposób otrzymuje się np. tytan, cyrkon, niob i tal.
Znalazł zastosowanie w usuwaniu śladów wilgoci z cieczy organicznych np. eterów lub oleju transformatorowego.
Używany jako źródło wodoru do napełniania balonów.